# Potna Deuce
Potna Deuce est un groupe de hip-hop américain, originaire de Vallejo, en Californie. Formé dans les années 1990, Potna Deuce se composait de trois rappeurs — Chezski, R-Beesh, et Rube the Rascal — et d'un quatrième membre appelé D.H.

## Biographie
Potna Deuce le premier groupe de Vallejo à avoir obtenu la diffusion d'un de leurs clips sur BET[réf. nécessaire]. En 1994, le groupe publie son premier album intitulé Welcome to da Tilt, sous le label Profile Records,.
Le 23 juillet 1996, le groupe publie sous le label indépendant High Power Entairtainment, son deuxième album Heron Soup. L'album est considéré par le magazine Complex comme un culte dans le domaine du hip-hop et comme un classique du genre par d'autres critiques.
Ayant collaboré avec des artistes tels que Mac Dre, Spice 1, Saafir, Ephriam Galloway ou encore Michael Cooper (de Confunction), ils sortent en 2005 Tha Uncut Heron Soup Goop qui est une réédition de la version de 1996 avec neuf titres en plus. À cette époque, le groupe se scinde déjà s. Le groupe Potna Deuce tend à reprendre[Quand ?] de l'activité sans Baby Bash et Chezki, avec un nouvel état d'esprit, amuser les gens par leur musique. Deux albums sont en prévision, Heron Soup 2 et Potna Deuce Go Dumb and Dumber[réf. nécessaire].

## Discographie
- 1994 : Welcome to da Tilt
- 1996 : Heron Soup
- 2005 : Tha Uncut Heron Soup Goop